# Kangaroo (videogioco)
Kangaroo (カンガルー?, Kangarū) è un videogioco arcade a piattaforme, di tipo picchiaduro, prodotto dalla giapponese Sun Electronics nel 1982 e distribuito in Occidente da Atari, che ha realizzato anche conversioni per le proprie piattaforme domestiche nel 1983. Il gioco ha come protagonista una mamma canguro e come genere appartiene al filone di Donkey Kong.

## Modalità di gioco
L'ambiente di gioco è a schermata fissa, con piattaforme collegate da scale a pioli. Il giocatore controlla una cangura che deve liberare il suo piccolo, tenuto prigioniero da un branco di scimmie. Queste lanciano contro mamma canguro mele o torsoli di mela: se la colpiscono, il giocatore perde una vita. Mamma canguro è dotata di guanti da boxe, coi quali può distruggere al volo i proiettili nemici ed eliminare le scimmie. Il giocatore usa un tasto per dare pugni e il joystick per camminare, saltare, abbassarsi e usare le scale. Quando le mele viaggiano orizzontalmente, a seconda della loro altezza si dovrà valutare se colpirle, saltarle o abbassarsi. Il livello deve essere completato prima che scada il tempo, pena anche in questo caso la perdita di una vita. 
Lungo il percorso si trovano frutti da raccogliere per aumentare il punteggio, nonché una campanella, che se suonata con un pugno può rigenerare la frutta. Se il giocatore passa troppo tempo senza dare pugni ad alcun bersaglio appare uno scimmione che sottrarrà temporaneamente i guantoni alla cangura, lasciandola pertanto disarmata.
Ci sono quattro diversi livelli (tre nella versione Atari 2600): dopo che anche l'ultimo è stato completato, il gioco ricomincia daccapo, con una difficoltà maggiore.
I livelli 1, 2 e 4 sono costituiti da diverse piattaforme che mamma canguro deve attraversare per recuperare il suo piccolo, che si trova su quella posta più in alto: alcune sono raggiungibili tramite scale, altre saltando. Nel livello 3, invece, il cangurotto è imprigionato in una gabbia sorretta da una pila di scimmie; per liberarlo, la cangura dovrà eliminare una alla volta queste ultime, in modo da fare scendere la gabbia.

## Altri media
Da Kangaroo venne tratta anche una serie animata all'interno della seconda stagione di Saturday Supercade (1984).